# Карцев, Геннадий Александрович
Геннадий Александрович Карцев (укр. Геннадій Олександрович Карцев; род. 27 июля 1958, Сталинабад) — государственный деятель Украины и самопровозглашенной Луганской Народной Республики. Бывший Глава администрации Кировска (с 2 декабря 2014 по 7 сентября 2021 года).

## Биография
Родился 27 июля 1958 года в городе Сталинабаде Таджикской ССР Советского Союза.

### Образование
В апреле 1977 года закончил Душанбинский геолого-разведывательный техникум, получив квалификацию техника-геодезиста.
В феврале 1987 года окончил Тюменский индустриальный институт по специальности «геофизические методы поиска и разведывания полезных ископаемых» с квалификацией «горный инженер».

### Карьера
После окончания техникума был распределён на работу в Тазовскую геофизическую экспедицию Тюменской области в геодезическую партию № 1 на должность техника-геодезиста.
В 1983 году стал начальником топографического отряда геодезической партии № 1. В 1988—1989 годах был начальником участка геодезической партии № 1.
В январе 1994 года переехал на постоянное место жительство в город Кировск.
В апреле (по другим данным 3 мая) 1994 — мае 2010 годов являлся директором частного предприятия «Научно-производственная фирма „Топограф“».
С 25 мая 2010 по 2014 год являлся первым заместителем городского головы Кировска.
10 июня 2014 на митинге был объявлен народным мэром города. 2 декабря 2014 года указом главы ЛНР назначен главой администрации города Кировска. 7 сентября 2021 года указом главы ЛНР отстранён от полномочий.